# Bill Beaumont
Pour les articles homonymes, voir Beaumont.

a Compétitions nationales et continentales officielles uniquement.

b Matchs officiels uniquement.
William Blackledge Beaumont, appelé Bill Beaumont, né le 9 mars 1952 à Preston (Royaume-Uni), est un joueur de rugby à XV évoluant au poste de deuxième ligne, qui a joué à 34 reprises, dont 21 en tant que capitaine, pour l'équipe d'Angleterre de 1975 à 1982, réalisant avec celle-ci le Grand Chelem lors du tournoi des Cinq Nations 1980. Il porte également à sept reprises le maillot des Lions, participant à deux tournées, en 1977 en Nouvelle-Zélande et en 1980 en Afrique du Sud, étant capitaine de tournée lors de cette dernière.
Il est membre du Temple international de la renommée du rugby. Président de la Fédération anglaise de rugby à XV de 2012 à 2016 et vice-président de World Rugby de 2003 à 2016, il est élu président de cette institution le 11 mai 2016, et réélu le 2 mai 2020.

## Carrière
Bill Beaumont effectue toute sa carrière de joueur au Fylde Rugby Club, dans son Lancashire natal. Il obtient sa première cape internationale le 18 janvier 1975 à Lansdowne Road contre l'Irlande dans le cadre du Tournoi des cinq nations 1975. Il participe à la tournée des Lions britanniques en Nouvelle-Zélande en remplacement de Nigel Horton. Il jouera trois des quatre tests dont la seule victoire de la tournée au Lancaster Park de Christchurch. Il devient capitaine de l'équipe d'Angleterre en 1978 et gardera cette fonction du Tournoi des cinq nations 1979 à la fin de sa carrière. Il réalise le Grand Chelem dans le Tournoi en 1980. La même année, il est la capitaine des Lions britanniques lors de la tournée en Afrique du Sud, remportée par les hôtes Springboks  trois matchs contre un.
Il doit arrêter sa carrière prématurément en 1982, à l'âge de 29 ans. Après plusieurs traumatismes crâniens, il doit déclarer forfait pour le deuxième test du tournoi contre l'Écosse puis annonce, sur le conseil des médecins, la fin de sa carrière avant le match contre la France. Au total, il obtient 34 sélections avec l'Angleterre, dont 21 comme capitaine. Entre son deuxième match et son dernier sous le quinze de la Rose, il joue une série de 33 matchs internationaux consécutifs.
En 1999, Bill Beaumont devient membre du Conseil exécutif de l'International Rugby Board (IRB) en tant que représentant de la Fédération anglaise de rugby à XV (RFU). Il est élu vice-président de l'IRB en 2003 auprès de Syd Millar et réélu à ce poste en 2007 auprès de Bernard Lapasset. En 2012, il est élu au poste de président de la RFU. Le 11 mai 2016, il est élu à la présidence de World Rugby, nouveau nom de l'IRB depuis novembre 2014, succédant à Bernard Lapasset qui n'avait pas sollicité de nouveau mandat. Il est accompagné de l'ancien demi-de-mêlée argentin Agustín Pichot, élu vice-président. En 2020, il est réélu pour un nouveau mandat de quatre ans en remportant l'élection 28 voix à 23 face à Pichot. Il est désormais secondé par Bernard Laporte, nouveau vice-président.
En aout 2016, il est désigné, par le magazine Rugby World, comme la quatrième personnalité la plus influente du rugby mondial.

## Palmarès
- Vainqueur du tournoi 1980 (Grand Chelem)

## Statistiques en équipe nationale
Bill Beaumont dispute 34 tests avec l'équipe d'Angleterre entre le 18 janvier 1975 à Lansdowne Road contre l'Irlande et le 16 janvier 1982 à Murrayfield  contre l'Écosse. Il dispute 21 de ceux-ci en tant que capitaine.
Il participe à huit éditions du tournoi des Cinq Nations, en 1975, 1976, 1977, 1978, 1979, 1980, 1981, 1982, pour un total de 26 rencontres.
Bill Beaumont compte également sept tests avec les Lions, trois en 1977 en Nouvelle-Zélande, une victoire et deux défaites contre les All Blacks, et quatre en 1980 en Afrique du Sud, trois défaites et une victoire contre les Springboks, ces quatre tests en tant que capitaine.

## Distinctions
Il intègre le Temple international de la renommée du rugby en 2003. Il est nommé Commandeur de l'Ordre de l'Empire britannique en 2008 pour services rendus au rugby anglais et aux œuvres de charité, puis élevé au rang de Grand-Croix dans ce même ordre en 2024.